# 飛鴨向前衝
《飛鴨向前衝》（英語：Migration）是一部2023年美國動畫冒險喜劇片，由班傑明·雷納執導，麥克·懷特編劇，主要配音陣容包括庫梅爾·南賈尼、伊莉莎白·班克絲、奧卡菲娜、基根-麥可·凱、大卫·米切尔、卡萝尔·凯恩、卡斯帕爾·詹寧斯（Casper Jennings）、特雷西·加扎爾（Tresi Gazal）和丹尼·狄維托。電影講述綠頭鴨一家的父親對家人過度保護，導致其他成員計劃讓全家人至遠方旅行、度過一生難忘的假期。
《飛鴨向前衝》2023年10月19日在義大利的VIEW盛會上首映，並由環球影業排定2023年12月22日於美國上映。本片獲得影評界的中上評價，其中動畫製作、視覺效果、音樂、配音演出、家庭娛樂價值獲得好評，部分評論則認為故事雖帶有諷刺元素，整體仍偏向可預測的平淡路線。入圍第96屆奧斯卡金像獎最佳動畫片角逐名單。

## 故事概要
馬拉德一家是棲居在新英格蘭森林的綠頭鴨家庭，成員有一家之主的父親麥克、母親帕姆、兩者的兒子達克斯和女兒關。達克斯和關對外界展現濃厚的好奇心，躍躍欲試準備外出探險，但被麥克以保護家人為由百般阻撓，這讓帕姆也為了親子之間的觀念問題傷透腦筋。直至某天，馬拉德一家在向南飛前往牙買加的途中遇到了一群遷徙的鴨子，當帕姆、達克斯、關對這群鴨子感到相當有趣想要加入他們時，麥克出面阻止達克斯、關和這群鴨子互動，帕姆認為麥克故步自封，提點他必須睜開眼睛看看外面的世界。那天晚上，麥克與棲居池塘、年邁的綠頭鴨丹叔叔交談，丹叔叔也不想離開池塘。然而，與丹叔叔互動的經歷讓麥克重新評估自己的立場，他決定讓他的家人移民，丹叔叔在關的要求下加入了他們。
暴風雨期間，馬拉德一家在木板路下的沼澤裡避難，在那裡他們遇到了一隻名叫艾琳的瘋狂的年老大藍鷺，她把他們帶到了她的小屋，與她自己和她的丈夫哈利一起過夜。儘管艾琳與哈利的性格令人恐懼，但這對夫妻還是從鯰魚手中拯救了達克斯和關，證明了他們的立意良善。翌日，馬拉德一家告別艾琳與哈利抵達紐約市，但丹叔叔落後在隊伍之末，最終讓鴨子們與好鬥的笨蛋帶領的一群鴿子陷入了麻煩，帕姆為了捍衛家人展現火爆脾氣，讓馬拉德一家受到了笨蛋的青睞。泰魯普帶領他們找到了她的朋友，一隻來自牙買加的猩紅色金剛鸚鵡德羅伊，但被主人的一位人類廚師關在籠子裡。為了救出德羅伊，麥克和帕姆潛入了廚師工作的餐廳，獲取了他的籠子的鑰匙。逃離人類後，麥克和帕姆設法拿到鑰匙並釋放了德爾羅伊，德羅伊為了報恩，感激地引導他們前往牙買加。
當關停下來如廁時，麥克發現了一個通往充滿鴨子的樂園的入口。起先大家開始玩得很開心，但達克斯很快就發現整個地方都是圈養食用鴨的養殖場，之前的廚師也是客戶之一。達克斯幫助鴨子咕咕和他的家人逃離了養殖場，但在過程中不慎被廚師踩到後失去了翅膀上的羽毛，使他無法飛翔。鳥兒們在一個度假村停下來休息，麥克出言指責達克斯的粗心行為，導致達克斯避開了麥克產生父子隔閡。
廚師透過直升機找到了這些鳥，並將它們困在網中，而達克斯和關設法躲了起來。廚師原先計劃先殺死麥克和帕姆作為報復，讓帕姆陷入絕望之中，但麥克卻振作起來。他們利用先前在餐廳學到的薩爾薩舞，試圖按下按鈕來釋放鳥們，但廚師當場抓住了它們。這時，德羅伊、丹叔叔和咕咕向廚師投擲水果和蔬菜。廚師被南瓜擊昏，正好按下按鈕，直升機將他、帕姆和麥克扔了出來，他們仍然被困在籠子裡。最終他們被孩子們救了，達克斯用其他鳥的羽毛固定了翅膀。父子倆重逢之餘默默和解。
事件落幕後，麥克選擇改讓達克斯帶領他們，這些鳥兒抵達牙買加，德羅伊與同類重聚，馬拉德一家追上了早些時候訪問過他們池塘的鴨子一家。第二年春天，馬拉德一家正準備返回新英格蘭的家鄉時，麥克向他們展示了一群需要前往南極的迷路企鵝。

## 配音員
- 庫梅爾·南賈尼聲演麥克·馬拉德（Mack Mallard）
- 伊莉莎白·班克絲聲演帕姆·馬拉德（Pam Mallard）
- 奧卡菲娜聲演泰魯普（Chump）
- 基根-麥可·凱聲演德羅伊（Delroy）
- 大卫·米切尔聲演咕咕（Googoo）
- 卡萝尔·凯恩聲演艾琳（Erin）
- 卡斯帕爾·詹寧斯（Casper Jennings）聲演達克斯·馬拉德（Dax Mallard）
- 特雷西·加扎爾（Tresi Gazal）聲演關·馬拉德（Gwen Mallard）
- 丹尼·狄維托聲演丹（Dan）

## 製作
2022年2月，據報導照明娛樂正在製作一部片名為《飛鴨向前衝》的電影，由《熊熊遇見小小鼠》（2012年）、《大壞狐狸的故事》（2017年）導演班傑明·雷納執導，麥克·懷特編劇。2023年4月，發佈搶先預告片。

## 發行
《飛鴨向前衝》由環球影業排定2023年12月22日於美國上映。此前，上映日期曾排定於2023年6月30日。

## 迴響

### 評價
爛番茄根據103條評論，本片得到新鮮度73%，均分6.3／10，觀眾的好評度84%，均分4.2／5。在Metacritic上根據25條評論而獲得56分。

## 外部連結
- 官方网站
- 互联网电影数据库（IMDb）上《飛鴨向前衝》的资料（英文）
- Metacritic上《飛鴨向前衝》的資料（英文）
- Box Office Mojo上《飛鴨向前衝》的資料（英文）
- AllMovie上《飛鴨向前衝》的资料（英文）
- 爛番茄上《飛鴨向前衝》的資料（英文）
- 開眼電影網上《飛鴨向前衝》的資料（繁體中文）
- 豆瓣电影上《飛鴨向前衝》的資料 （简体中文）